# FIAP
FIAP (фр. Fédération Internationale de l'Art Photographique) — Международная федерация фотографического искусства, основана Dr. VAN DE WIJER. Учредительный конгресс FIAP проходил в Берне (Швейцария) с 17 по 19 июня 1950 года. Международная федерация фотографического искусства состоит из национальных фотографических федераций разных стран (Действительных членов FIAP). Количество стран — членов FIAP растёт с каждым годом.
Целью FIAP является содействие продвижению фотографических знаний в мире на художественном, образовательном и научном уровне в соответствии с принципами ЮНЕСКО изложенными в заявлении, конституционно подписанными в Лондоне 16 ноября 1945 года. Пособничество, во имя фотографии, развитию братских связей и дружественных отношений между всеми государствами-членами федерации, а также развитию доверия между народами в целях укрепления мира во всем мире. Все соображения политического, идеологического, расового или религиозного характера, полностью исключены из деятельности FIAP.
В соответствии с Уставом FIAP, Действительным членом FIAP является, на эксклюзивной основе федерация или национальное объединение, действующее на национальном уровне, в стране или государстве. Как аффилированный член, Действительный член FIAP, может быть только один в каждой стране.
Высшим органом FIAP является Конгресс, который в обычных условиях собирается один раз в два года. Между конгрессами руководство FIAP осуществляется советом директоров